# Národní pozemkový fond
Národní pozemkový fond (NPF), oficiálně Národní pozemkový fond při ministerstvu zemědělství, byl státní orgán vytvořený v roce 1945 pro správu rozsáhlého konfiskovaného majetku zemědělského charakteru podle konfiskačního Benešova dekretu č. 12/1945 Sb. Fond figuroval samostatně a podléhal ministerstvu zemědělství. Naopak NPF neobhospodařoval konfiskované majetky podle dekretu 108/1945 Sb. (Fond národní obnovy) a NPF neobhospodařoval velké lesní celky.
NPF fungoval v letech 1945 a 1950 (činnost ukončil k poslednímu datu toho roku), měl jednak majetek spravovat, jednak přerozdělovat a v těchto letech byl jedinou oprávněnou osobou k zcizování státního zemědělského majetku. Do konce svého funkčního období většinu majetku předal a zbytek byl převeden přímo ministerstvu a národním výborům. 

## Organizace a působnost
NPF měl předsedu (Josef Smrkovský) a tři místopředsedy. Ústředí mělo sídlo v Praze a dělilo se na:
- odbor I – presidiální
- odbor II – finančně-právní
- odbor III – hospodářsko-lesnický
- odbor IV – technický

Regionálně se členil na čtrnáct poboček: Brno, České Budějovice, Hradec Králové, Karlovy Vary, Liberec, Moravská Ostrava, Olomouc, Pardubice, Plzeň, Praha, Tábor, Teplice-Šanov, Uherské Hradiště, Znojmo. Menšími správními prvky byly úřadovny.
Z hlediska věcné působnosti byla důležitá okolnost, že pod dekretem 12/1945 Sb. byla také konfiskována šlechtická sídla (okolo 500 objektů) včetně mobiliáře. Agenda tohoto majetku byla svěřena památkovému referátu (Jaromír Soukup), referát se účastnil činnosti památkové komise při ministerstvu zemědělství a NPF také zaštiťoval přebírání státního kulturního majetku Národní kulturní komisí.

## Právní normy
- Dekret č. 12/1945 Sb., o konfiskaci a urychleném rozdělení zemědělského majetku Němců, Maďarů, jakož i zrádců a nepřátel českého a slovenského národa
- Nařízení vlády č. 70/1945 Sb., kterým se vydává statut Národního pozemkového fondu při ministerstvu zemědělství
- Zákon č. 98/1950 Sb., o zrušení Národního pozemkového fondu při ministerstvu zemědělství a fondů pozemkových reforem a o sloučení jejich jmění